# ساتوشي أكاو
ساتوشي أكاو (بالكانا:あかお びん) هو فيلسوف وكاتب وسياسي ياباني، ولد في 15 يناير 1899 بناغويا في اليابان، وتوفي في 6 فبراير 1990 بتوشيما في اليابان. حزبياً، نشط في Greater Japan Patriotic Party ‏ (1951 – ). انتخب عضو مجلس النواب من اليابان.